# 竹田綜合病院
竹田綜合病院（たけだそうごうびょういん、英語: Takeda General Hospital）は、福島県会津若松市にある医療機関。一般財団法人竹田健康財団が運営する病院である。地域医療支援病院の承認を受けるほか、地域周産期母子医療センターとして会津地方の周産期医療を担う。そのほかに、地域がん診療連携拠点病院、地域リハビリテーション広域支援センター、エイズ治療拠点病院、臨床研修指定病院などの指定を受ける。

## 沿革
- 1928年（昭和 3年）
  - 8月8日 - 竹田秀一[誰?]が竹田内科医院を開業。
- 1935年（昭和10年） - 病院となる。
- 1950年（昭和25年） - 財団法人竹田綜合病院となる。
- 2002年（平成14年） - 地域周産期母子医療センターの指定を受ける。
  - 2月22日 - 地域医療支援病院の承認を受ける。
- 2007年（平成19年）
  - 1月31日 - 地域がん診療連携拠点病院の指定を受ける。
- 2008年（平成20年） - PET-CTの導入
- 2009年（平成21年） - こころの医療センターを開設。
- 2010年（平成22年） - 総合医療センター建設工事着工
- 2012年（平成24年） - 総合医療センターを開設。
- 2013年（平成25年） - 一般財団法人竹田健康財団　竹田綜合病院となる。

## 診療科
- 小児科
- 精神科
- 心臓血管外科
- 放射線科
- 放射線治療科
- 腎臓内科
- 内科・糖尿センター
- 呼吸器内科/呼吸器外科
- 外科・小児外科・肛門科
- 脳神経疾患センター
- 歯科
- リハビリテーション科
- 整形外科
- 産婦人科
- 消化器内科
- 泌尿器科
- 循環器内科
- 脳神経内科
- 脳神経外科
- 心療内科
- 皮膚科
- 耳鼻咽喉科
- 形成外科
- 眼科
- 麻酔科
- 緩和医療科
- 病理診断科

## 医療機関の指定等
- 保険医療機関
- 救急告示医療機関
- 労災保険指定医療機関
- 指定自立支援医療機関（更生医療・育成医療・精神通院医療）
- 身体障害者福祉法指定医の配置されている医療機関
- 精神保健及び精神障害者福祉に関する法律（昭和25年法律第123号）に基づく指定病院又は応急入院指定病院
- 精神保健指定医の配置されている医療機関
- 生活保護法指定医療機関
- 医療保護施設
- 結核指定医療機関
- 指定養育医療機関
- 戦傷病者特別援護法指定医療機関
- 原子爆弾被害者医療指定医療機関
- 公害医療機関
- 母体保護法指定医の配置されている医療機関
- 地域医療支援病院
- 臨床研修指定病院
- 臨床修練指定病院
- がん診療連携拠点病院
- エイズ治療拠点病院
- 特定疾患治療研究事業委託医療機関
- DPC対象病院
- 地域周産期母子医療センター
- 地域リハビリテーション広域支援センター
- 地域型認知症疾患医療センター

## 法人の施設
- 竹田綜合病院
- 山鹿クリニック
- 芦ノ牧温泉病院
- 介護老人保健施設エミネンス芦ノ牧
- 若松第2地域包括支援センター
- 竹田訪問看護ステーション
- 竹田指定居宅介護支援事業所
- 竹田第二居宅介護支援事業所
- 竹田にこにこヘルパーステーション
- 竹田ほほえみデイサービスセンター
- 通所リハビリテーションTRY
- 認知症デイサービスセンターOASIS　1号館・2号館
- 訪問リハビリテーション　Ｌｉｆｅ
- 看護小規模多機能型居宅介護事業所 かをり
- 小規模多機能型居宅介護 オレンジ
- 総合発達支援プラザ　ふらっぷ　１・２・３号館
- 地域障がい者相談窓口
- 相談支援事業所 たけだ
- 竹田看護専門学校

## 交通アクセス
- JR東日本磐越西線会津若松駅より会津バスで竹田病院前下車。